# Liste der Steinkreuze im Landkreis Kelheim
Diese sortierbare Liste enthält Steinkreuze (Sühnekreuze, Kreuzsteine etc.) des niederbayerischen Landkreises Kelheim in Bayern. Die Liste ist möglicherweise unvollständig.

## Liste bekannter Steinkreuze
| Bild           | Objekt                                            | Kurzbeschreibung                                                          | Material  | Abmessungen Höhe:Breite:Dicke | Entstehung               | BLfD-Referenz  | Gemeinde/Stadt       | Koordinaten                      | Bemerkung |
| -------------- | ------------------------------------------------- | ------------------------------------------------------------------------- | --------- | ----------------------------- | ------------------------ | -------------- | -------------------- | -------------------------------- | --- |
| weitere Bilder | Steinkreuz 1 bei Pullach                          | Steinkreuz, Antoiuskreuz. siehe auch: suehnekreuz.de                      | Sandstein | 67:70:22                      | 16./17. Jahrhundert      |                | Abensberg / -        | 48° 49′ 40,4″ N, 11° 51′ 44,4″ O | zugehörig zu D-2-73-111-86 |
| weitere Bilder | Steinkreuz 2 bei Pullach                          | Steinkreuz. siehe auch: suehnekreuz.de                                    | Sandstein | 77:62:28                      | 16./17. Jahrhundert      |                | Abensberg / -        | 48° 49′ 40,4″ N, 11° 51′ 44,4″ O | zugehörig zu D-2-73-111-86 |
| weitere Bilder | Steinkreuz 3 bei Pullach                          | Steinkreuz, Antoiuskreuz. siehe auch: suehnekreuz.de                      | Sandstein | 67:70:23                      | 16./17. Jahrhundert      |                | Abensberg / -        | 48° 49′ 41,4″ N, 11° 51′ 43,2″ O | zugehörig zu D-2-73-111-86 |
|                | Steinkreuz Poikam                                 | Steinkreuz. siehe auch: suehnekreuz.de                                    | Kalkstein | 125:?:?                       | Wohl spätmittelalterlich | D-2-73-116-41  | Bad Abbach / Poikam  | 48° 55′ 55,5″ N, 12° 1′ 29,6″ O  | 1984 hierher versetzt |
|                | Steinkreuz Befreiungshalle                        | Steinkreuz. siehe auch: suehnekreuz.de                                    | ?         | ?                             | 16./17. Jahrhundert      | D-2-73-137-163 | Kelheim / -          | 48° 55′ 6,6″ N, 11° 51′ 30,9″ O  | |
| weitere Bilder | Steinkreuz bei der Wallfahrtskirche-Sankt-Ottilia | Steinkreuz in Form eines Deutschordenskreuzes. siehe auch: suehnekreuz.de | Kalkstein | 90:?:?                        | 1733                     | D-2-73-141-22  | Langquaid / Hellring | 48° 51′ 3,5″ N, 12° 3′ 58,9″ O   | Steinkreuz neben dem Westportal der Wallfahrtskirche St. Ottilia in Hellring, Landkreis Kelheim in Niederbayern. Höhe 90 cm. Am Querbalken ist die Jahreszahl 1733 in römischen Ziffern zu lesen: MDCCXXXCCC |